# Ivan Frlička
Ivan Frlička (16. května 1893 Svätá Mara – 18. června 1977 Košice) byl slovenský a československý politik, poválečný poslanec Ústavodárného Národního shromáždění a předseda Strany práce.

## Biografie
Do roku 1919 pracoval jako zámečník. V letech 1920–1922 byl oblastním tajemníkem Unie železničářských zaměstnanců v Košicích, v letech 1922–1933 působil jako redaktor časopisu Unie v Praze a roku 1933 byl tajemníkem Unie v Bratislavě. Angažoval se v československé sociálně demokratické straně. V letech 1935–1938 byl členem jejího zemského výboru a roku 1938 i členem jejího předsednictva. V letech 1939–1940 byl vězněn za napomáhání osobám při útěku z Protektorátu do emigrace.
V srpnu 1945 byl delegáty národních výborů zvolen za poslance Slovenské národní rady. Zasedal zde do roku 1946. Počátkem roku 1946 se podílel na vzniku Strany práce. V lednu 1946 byl na konferenci chystané strany zvolen jejím předsedou. Ve funkci ho potvrdil řádný sjezd Strany práce v Žilině v březnu 1946. V parlamentních volbách v roce 1946 byl zvolen poslancem Ústavodárného Národního shromáždění za Stranu práce (jako jeden z jejích pouhých dvou poslanců). Tato strana se v roce 1947 spojila s Československou sociální demokracií a byla nadále její zemskou organizací na Slovensku. Frlička proto přešel do poslaneckého klubu ČSSD a stal se i 1. místopředsedou ČSSD. V parlamentu setrval formálně do parlamentních voleb v roce 1948.
Po únorovém převratu v roce 1948 pracoval až do roku 1955 jako bankovní úředník v Bratislavě.